# Michel Desjoyeaux
Michel Desjoyeaux (Concarneau, 1965. július 16. –) francia tengerész és szólóvitorlázó. Az egyetlen, aki kétszer is megnyerte a Vendée Globe megálló nélküli földkerülő szólóvitorlás versenyt: a 2000/2001-es és a 2008/2009-es kiírást.
Összesen több, mint 25 nagy futamot nyert. Beceneve: „A Professzor”.

## Élete
Michel Desjoyeaux édesapja Henri Desjoyeaux, aki elindította az egyik első vitorlázást oktató iskolát, a Les Glénans-t, később a La Forêt-Fouesnant jachtkikötő és vitorlázó képzési központ alapjait tette le. Így Michel Desjoyeaux-nak és öt testvérének már gyerekkorától kezdve lehetősége nyílt a vitorlázásra. Michelt később Eric Tabarly képezte tovább, és 1985-ben – 20 évesen – vele együtt vett részt a Whitbread Round the World Race (jelenleg Volvo Ocean Race) földkerülő vitorlás versenyen a Côte-d'Or hajóval.
1990-ben megnyerte a kétszemélyes transzatlanti versenyt, a TwoSTARt, Jean Maurel kapitánnyal.
A 2000/2001-es Vendée Globe-on a PRB nevű  vitorlással versenyzett. A versenyen egy ideig Yves Parlier vezetett, akitől sikerült átvennie a vezetést (később Parlier árbóctörést is szenvedett), és a Horn-fokig 670 tengeri mérföldes előnyt szereznie. Ám az egyenlítői vizekig a brit Ellen McArthur befogta, és többször váltották egymást az élen a Doldrums vizein. Ezután McArthur egy félig elsüllyedt konténerrel ütközött, ami lelassította, javításokra kényszerítette, és innen nem volt kérdéses Michel Desjoyeaux győzelme. Végül 93 nap 3 óra 57 perces idővel nyerte meg a versenyt.
2007 májusában Desjoyeaux új hajóra váltott. Ez pedig a Foncia, amely az IMOCA-60 (nyitott) osztály képviselője. A hajó az őt szponzoráló francia pénzügyi csoport, a Foncia nevét viseli. Ezzel a hajóval első futamán, 2007 júniusában Desjoyeaux új rekordot állított fel a St Nazaire–Saint-Malo-vonalon (Record SNSM). 2007 második felében megnyerte a Transat Jacques Vabre futamot.
2008/2009-ben a Fonciával Vendée Globe-győzelmet aratott újra, immáron másodszorra új csúcsot jelentő 84 nap 3 óra 9 perc 8 másodperces idővel.
2009-ben megnyerte a Regatta Isztambul Europa Race-t, isztambuli indulással, Nizza, Barcelona, Brest (Bretagne) kikötésekkel. A hajót később spanyol versenyzőknek adták el: Iker Martineznek és Xabi Fernándeznek, akik a 2010/2011-es Barcelona World Race-n második helyet értek el, az immár Mapfre névre átkeresztelt hajóval.
Desjoyeaux ebben az időben már a következő hajóját építette (vízre bocsátás: 2010. szeptember 20.), amelyet ugyanúgy Fonciának neveztek el.
Desjoyeaux La Forêt-Fouesnant-ban (Bretagne) él és edz, ahol a Marina Port-la-Foret-et, a távolsági vitorlás versenyek országos képzési központját az édesapja alapította.
Michel Desjoyeaux nős, három gyermek édesapja.

## Díjai
- Vendée Globe-győztes 2000/2001 és 2008/2009-ben
- Solitaire du Figaro-győztes 1992, 1998 és 2007-ben
- Route du Rhum-győztes 2002-ben
- A szóló transzatlanti verseny 2004-es győztese